# ソユーズMS-26
ソユーズ MS-26は2024年9月11日にバイコヌール宇宙基地31番射点から国際宇宙ステーションに向けて打ち上げられたロシアのソユーズの有人飛行。このミッションでは、ロスコスモスの宇宙飛行士アレクサンドル・ゴルブノフとイワン・ワグネル、およびNASAの宇宙飛行士ドナルド・ペティの3名のクルーが搭乗した。
打ち上げ直後に宇宙船がカーマン・ラインを越えたとき、宇宙には過去最高の19人がいた。MS-26ミッションの3人の宇宙飛行士、中国の天宮宇宙ステーションの3人、SpaceXのポラリス ドーンミッションの4人、そして国際宇宙ステーションの9人である。

## クルー
アメリカの宇宙飛行士ドナルド・ペティは、少なくとも一人以上のアメリカ人とロシア人のクルーがISSに搭乗しているようにするためのソユーズ＝ドラゴン乗員交換システムの一環としてアレクサンドル・ゴルブノフと交代した。これによって、米ロ両国が宇宙ステーション上に存在することが保証され、ソユーズまたは商業乗員宇宙船が長期間飛行停止となった場合でもそれぞれの異なるシステムを維持することが可能となる。

### 正クルー
| 地位               | 乗組員                                                                 | 乗組員                                                                 |
| ------------------ | ---------------------------------------------------------------------- | ---------------------------------------------------------------------- |
| 指揮官             | アレクセイ・オヴチニン, ロスコスモス 第71/72次長期滞在 4回目の宇宙飛行 | アレクセイ・オヴチニン, ロスコスモス 第71/72次長期滞在 4回目の宇宙飛行 |
| フライトエンジニア | イワン・ワグネル, ロスコスモス 第71/72次長期滞在 2回目の宇宙飛行       | イワン・ワグネル, ロスコスモス 第71/72次長期滞在 2回目の宇宙飛行       |
| フライトエンジニア | ドナルド・ペティ, NASA 第71/72次長期滞在 4回目の宇宙飛行               | ドナルド・ペティ, NASA 第71/72次長期滞在 4回目の宇宙飛行               |

### 予備クルー
| 地位               | 乗組員                           | 乗組員                           |
| ------------------ | -------------------------------- | -------------------------------- |
| 指揮官             | セルゲイ・リジコフ, ロスコスモス | セルゲイ・リジコフ, ロスコスモス |
| 操縦士             | セルゲイ・ミカエフ, ロスコスモス | セルゲイ・ミカエフ, ロスコスモス |
| フライトエンジニア | TBA, NASA                        | TBA, NASA                        |

## ギャラリー

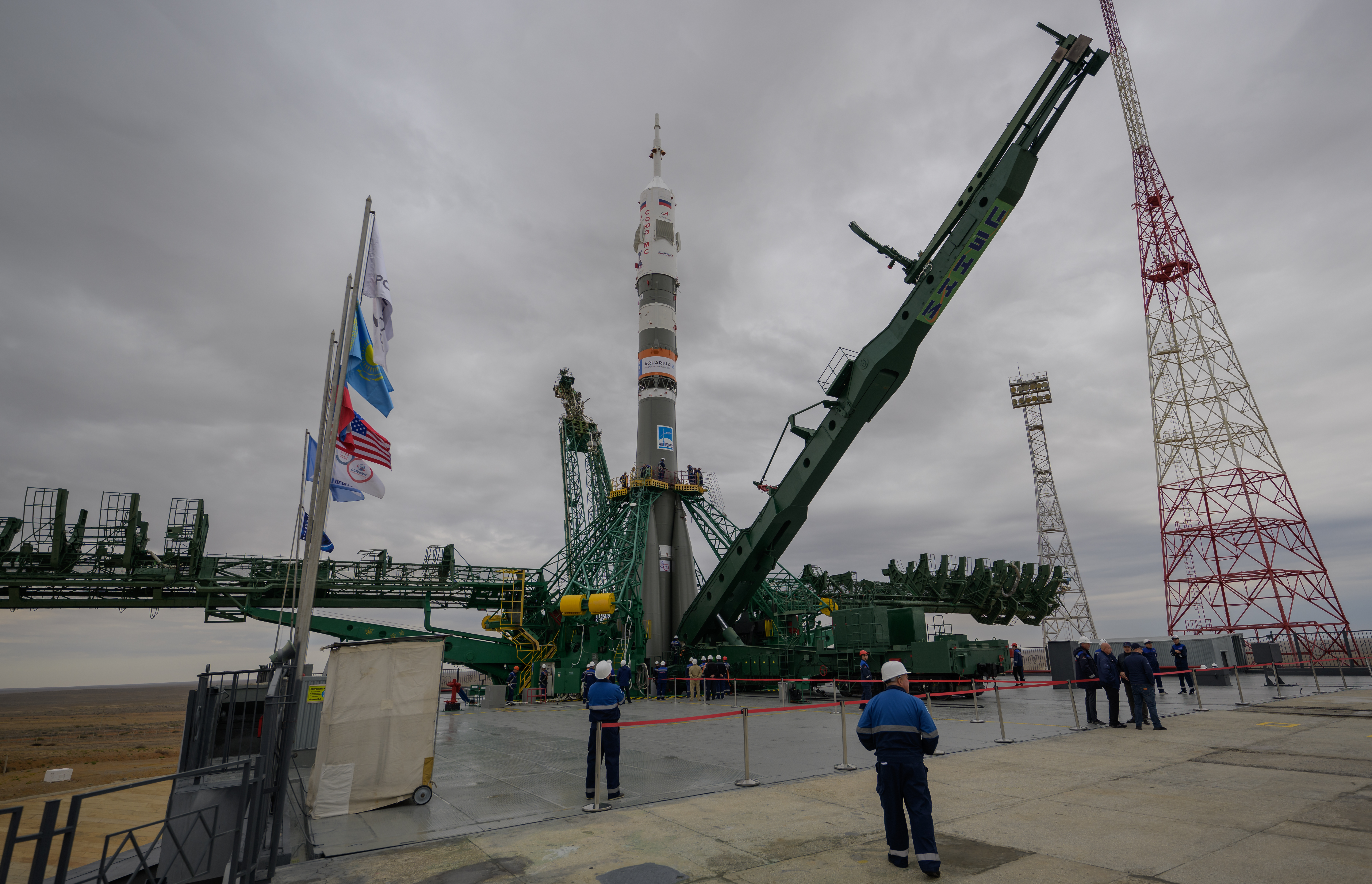
起立直後のソユーズ 2.1aロケットに搭載されたソユーズ MS-26
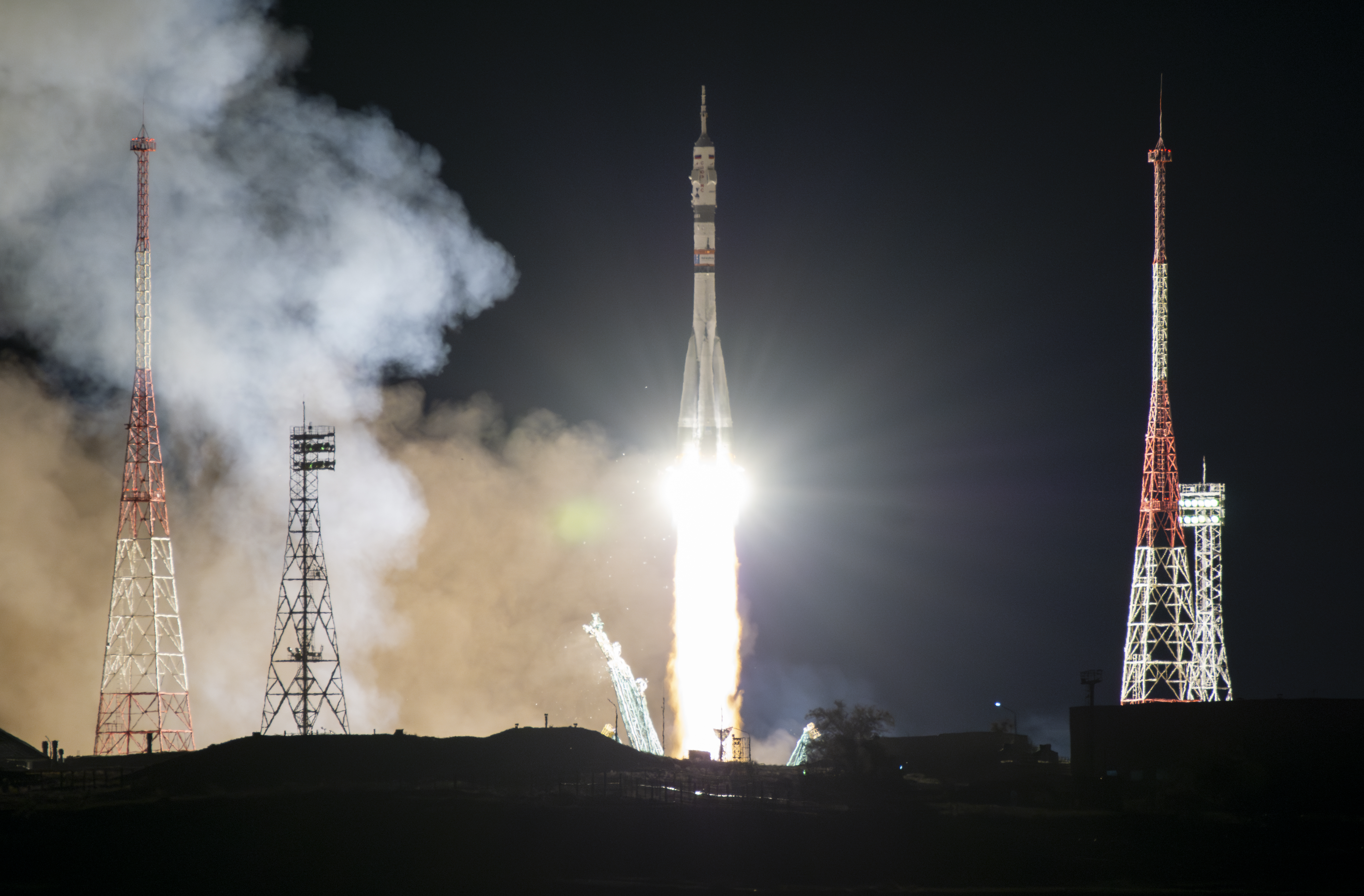
ソユーズ 2.1aロケットに搭載されて打ち上げられるソユーズ MS-26
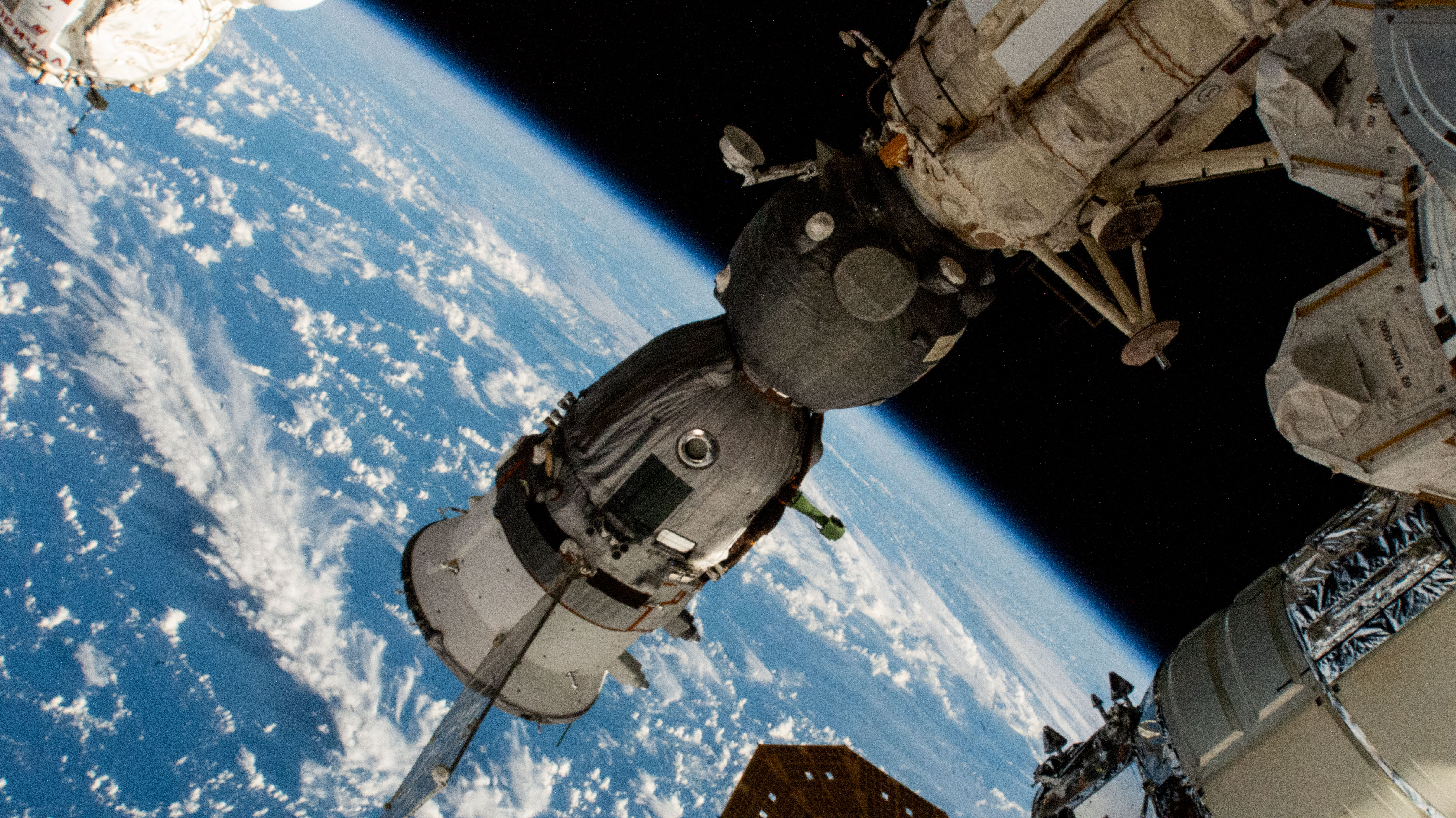
ラスヴェットモジュールにドッキングするソユーズ MS-26
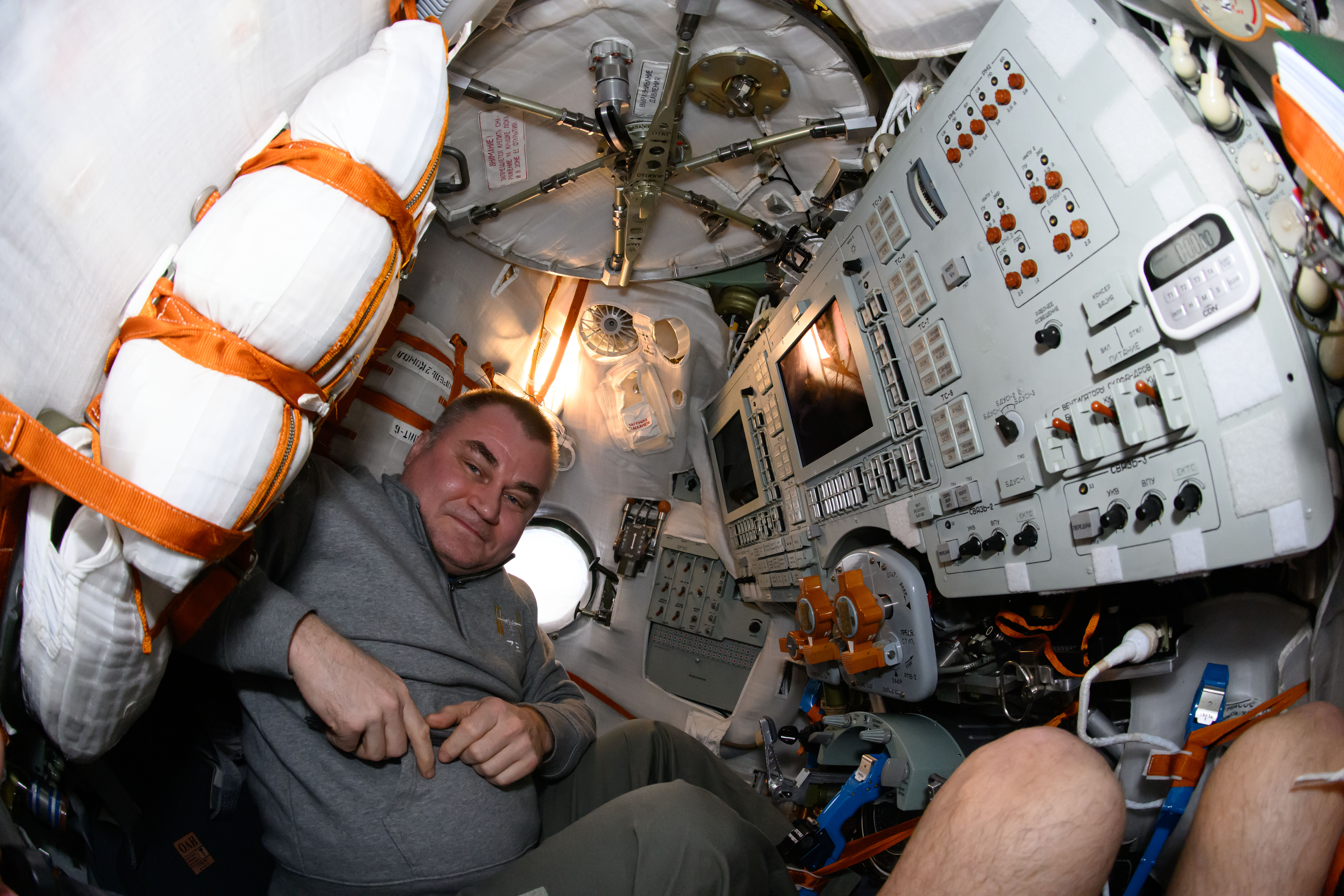
帰還直前のチェック中にソユーズ MS-26の操縦席にいるオヴチニン